# Grand Prix automobile de Penya-Rhin 1936

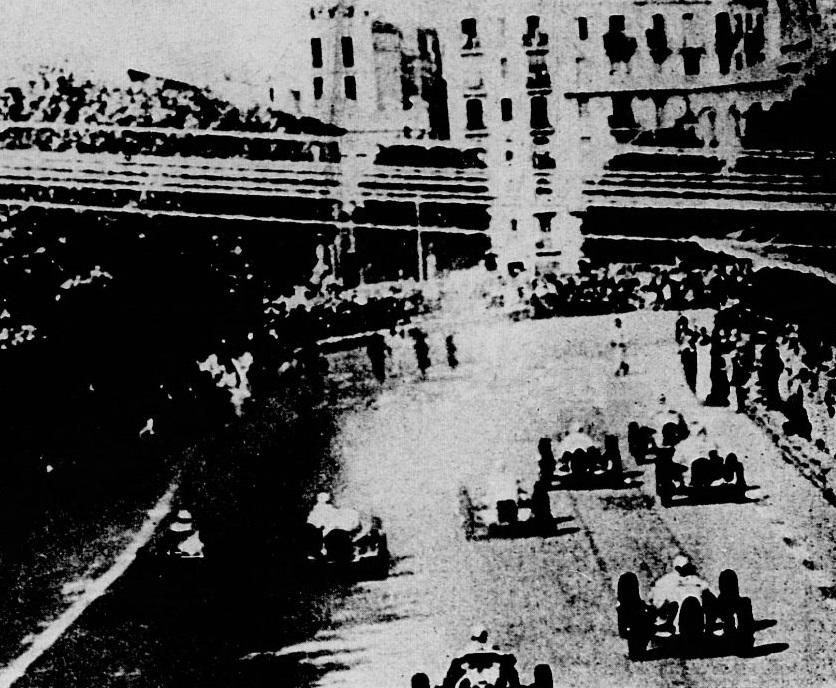
Départ du Grand Prix de Penya-Rhin 1936 (victoire de Tazio Nuvolari sur Alfa Romeo 12C-36).

Le Grand Prix de Penya-Rhin 1936 ou VII° GRAN PREMIO DE PENYA RHIN est un Grand Prix qui s'est tenu sur le circuit de Montjuïc le 7 juin 1936.

## Grille de départ
| 1re ligne | Pos. 1                      |                   | Pos. 2                   |                       | Pos. 3               |
|           | Rosemeyer Auto Union        |                   | Nuvolari Alfa Romeo      |                       | Chiron Mercedes-Benz |
| 2e ligne  |                             | Pos. 4            |                          | Pos. 5                |                      |
|           |                             | Wimille Bugatti   |                          | Von Delius Auto Union |                      |
| 3e ligne  | Pos. 6                      |                   | Pos. 7                   |                       | Pos. 8               |
|           | Brivio Alfa Romeo           |                   | Caracciola Mercedes-Benz |                       | Étancelin Maserati   |
| 4e ligne  |                             | Pos. 9            |                          | Pos. 10               |                      |
|           |                             | Farina Alfa Romeo |                          | Sommer Alfa Romeo     |                      |
| 5e ligne  | Pos. 11                     |                   |                          |                       |                      |
|           | De Villapadierna Alfa Romeo |                   |                          |                       |                      |

## Classement de la course
| Pos. | no | Pilote                      | Écurie                     | Châssis            | Tours | Temps/Abandon                            | Grille |
| ---- | -- | --------------------------- | -------------------------- | ------------------ | ----- | ---------------------------------------- | ------ |
| 1    | 4  | Tazio Nuvolari              | Scuderia Ferrari           | Alfa Romeo 12C-36  | 80    | 2 h 43 min 7 s 5                         | 2      |
| 2    | 16 | Rudolf Caracciola           | Daimler-Benz AG            | Mercedes-Benz W25K | 80    | + 3 s 4                                  | 7      |
| 3    | 20 | Giuseppe Farina             | Scuderia Ferrari           | Alfa Romeo 8C-35   | 76    | + 4 tours                                | 9      |
| 4    | 12 | Ernst von Delius            | Auto Union AG              | Auto Union Type C  | 75    | + 5 tours                                | 5      |
| 5    | 2  | Bernd Rosemeyer             | Auto Union AG              | Auto Union Type C  | 75    | + 5 tours                                | 1      |
| 6    | 6  | Louis Chiron                | Daimler-Benz AG            | Mercedes-Benz W25K | 75    | + 5 tours                                | 3      |
| 7    | 22 | Raymond Sommer              | Privé                      | Alfa Romeo Tipo B  | 74    | + 6 tours                                | 10     |
| 8    | 24 | José María de Villapadierna | Privé                      | Alfa Romeo Tipo B  | 74    | + 6 tours                                | 11     |
| Abd. | 10 | Jean-Pierre Wimille         | Automobiles Ettore Bugatti | Bugatti T59        | 8     | Boîte de vitesses                        | 4      |
| Abd. | 14 | Antonio Brivio              | Scuderia Ferrari           | Alfa Romeo 8C-35   | 7     |                                          | 6      |
| Abd. | 18 | Philippe Étancelin          | Officine A. Maserati       | Maserati V8RI      | 7     | Fuite d'essence                          | 8      |
| Np.  | 8  | « Raph »                    | Privé                      | Maserati V8RI      |       |                                          |        |
| Np.  | 12 | Achille Varzi               | Auto Union AG              | Auto Union Type C  |       | Refus de partir, remplacé par Von Delius |        |

- Légende: Abd.=Abandon - Dsq.=Disqualifié - Np.=Non partant.

## Pole position et record du tour
- Pole position :  Bernd Rosemeyer (Auto Union).
- Meilleur tour en course :  Tazio Nuvolari (Alfa Romeo) en 1 min 58 s.